# 夢で逢えたら (大瀧詠一の曲)
「夢で逢えたら」（ゆめであえたら）は、大瀧詠一が作詞作曲、プロデュースした楽曲。数多くのカバーがあり、ナイアガラ・レーベル随一のスタンダード曲である。未発表であった大瀧詠一本人による歌唱版（セルフカバー）が、大瀧の死後の2014年12月に公表された。2018年3月21日発売の企画アルバム『EIICHI OHTAKI Song Book III 大瀧詠一作品集Vol.3「夢で逢えたら」(1976〜2018)』（4枚組）では、大滝本人の歌唱版を含め、他の歌手によるカバーの数々が可能な限り（存在が確認された86曲全て）収録されている。

## 概要
1976年、吉田美奈子、シリア・ポールが最初に歌っているが、一般的には吉田美奈子の代表曲として知られている。元々はアン・ルイスに書いた楽曲であったが、当時の彼女のスタイルに合わずにボツになる（のちにルイスも英語詞で歌うことになる）。
「大瀧詠一作品集 Vol.2」のライナーの自身談によると、シュレルス（The Shirelles）の「フーリッシュ・リトル・ガール」（Foolish Little Girl）を下敷きの一つとして作ったという。
また、間奏に台詞が存在するのは吉田に提供した作品『わたし』が台詞始まりであったことから継続性を持たせ、発展させる、というところからきているという。台詞の内容は都都逸の「ひとり寝るのは　寝るのじゃないヨ　枕抱えて　横に立つ」から着想を得たという。
吉田美奈子、シリア・ポール版では、中間に歌詞が追加されている。さまざまな歌手・グループによって歌われている。以下に、主に歌った歌手のリストを示す。

## オリジナル系
| アーティスト                     | 収録作品 | 編曲                 | 発売日        | レーベル / 販売                | 備考 |
| -------------------------------- | --- | -------------------- | ------------- | ------------------------------ | --- |
| 吉田美奈子                       | アルバム『FLAPPER』 | 大瀧詠一・山下達郎   | 1976年3月25日 | RCA / RVC                      | オリジナル。後にシングルカットされる。 |
| シリア・ポール                   | シングル「夢で逢えたら / 恋はメレンゲ」 | 大瀧詠一・山下達郎   | 1977年6月1日  | ナイアガラ / 日本コロムビア    | ナイアガラより初出、後にリミックス多数。 |
| シリア・ポール                   | アルバム『夢で逢えたら』 | 大瀧詠一・山下達郎   | 1977年6月25日 | ナイアガラ / 日本コロムビア    | シングルと異なるミックスで収録 |
| 大滝詠一楽団                     | アルバム『夢で逢えたら』 | 大瀧詠一・山下達郎   | 1977年6月25日 | ナイアガラ / 日本コロムビア    | シリア・ポール版基本のインストゥルメンタル、タイトルは『夢で逢えたら、もう一度』 |
| NIAGARA FALL OF SOUND ORCHESTRAL | アルバム『NIAGARA SONG BOOK』 | 井上鑑               | 1982年6月1日  | ナイアガラ / CBS/SONY          | フェードイン仕様、完全版は『B-EACH TIME L-ONG』に収録 |
| 大滝詠一                         | オールタイム・ベスト『Best Always』 | 多羅尾伴内・山下達郎 | 2014年12月3日 | ナイアガラ / Sony Music Labels | 生前(80年代)に録音されていたというセルフカバー版。死後遺品の中からマスターが発見され復刻に至った。バックトラックは大瀧がプロデュース、アレンジしたシリア・ポール版のバックトラックを流用 |
| 吉田美奈子                       | コンピレーション・アルバム『EIICHI OHTAKI Song Book III 大瀧詠一作品集Vol.3「夢で逢えたら」(1976〜2018)』『EIICHI OHTAKI Song Book III 大瀧詠一作品集Vol.3 「夢で逢えたら」』 |                      | 2018年3月21日 | ナイアガラ / Sony Music Labels | 「夢で逢えたら2018」と題したオリジナルシンガーによるリメイク。 |

## カバー
| アーティスト                                          | 収録作品 | 編曲                   | 発売日         | レーベル / 販売                                                  | 備考 |
| ----------------------------------------------------- | --- | ---------------------- | -------------- | ---------------------------------------------------------------- | --- |
| サーカス                                              | アルバム『サーカス1』 | 前田憲男               | 1978年7月5日   | アルファレコード                                                 | CDにて再発売 |
| 桜田淳子                                              | アルバム『私小説』 | 竹村次郎               | 1980年7月21日  | ビクター音楽産業                                                 | 実況録音・廃盤・CDボックスとして再発売                                                                                                |
| 多岐川裕美                                            | アルバム『LIVE』 | 小笠原寛               | 1980年7月21日  | ビクター音楽産業                                                 | 実況録音・廃盤、ただしCD『酸っぱい経験・濡れてさよなら』にボーナス収録                                                                |
| 岩崎宏美                                              | アルバム『すみれ色の涙から…』                                                                                               | 萩田光雄               | 1981年11月5日  | ビクター音楽産業                                                 | CDにて再発売 |
| ELLE（大橋恵里子）                                    | シングル | 鈴木茂                 | 1982年3月21日  | 日本コロムビア                                                   | 廃盤、CD『コロムビア・アイドルアーカイブ〜女の子編Vol.1』に収録                                                                       |
| 桑名晴子                                              | アルバム『MOONLIGHT ISLAND』                                                                                                | 松下誠                 | 1982年11月25日 | 徳間音楽工業                                                     | CDにて再発売 |
| 石川ひとみ                                            | アルバム『キャンパスライブ』                                                                                                | 山田直毅               | 1983年1月21日  | ポニーキャニオン                                                 | 実況録音、CDにて再発売、2006年に一五一会演奏によるアルバム『With RADIO DAYS』にも収録                                                 |
| 平野文                                                | アルバム『call me Funny Minx』                                                                                              | 村松邦男               | 1983年3月30日  | ポニーキャニオン                                                 | サビ部分のみ、廃盤 |
| 北原佐和子                                            | シングル | 萩田光雄               | 1984年1月21日  | テイチクレコード                                                 | 廃盤、ただしCD『オリジナル・アルバム・コレクション(2)』等に収録                                                                       |
| 坂上香織                                              | アルバム『夏休み』 | 大谷和夫               | 1989年8月9日   | 東芝EMI                                                          | 廃盤 |
| 香坂みゆき                                            | アルバム『カントス1』 | 川村栄二               | 1991年4月21日  | フォーライフ・レコード                                           | 廃盤 |
| 森丘祥子                                              | シングル | 小西康陽               | 1991年4月25日  | ワーナーミュージック・ジャパン                                   | 廃盤、後にアルバムにリミックスと、同時収録                                                                                            |
| 香西かおり                                            | アルバム『綴織百景VOL.3“夢”』                                                                                               | 薗広昭                 | 1993年12月10日 | ポリドール・レコード                                             | 廃盤、綴織百景シリーズは8まで続いた                                                                                                   |
| 桃井かおり                                            | アルバム『モダンダート』 | SYS MUSICIANS          | 1994年6月21日  | NECアベニュー                                                    | 廃盤 |
| ラッツ&スター                                         | シングル「夢で逢えたら」 | 松本晃彦               | 1996年4月22日  | EPIC SONY                                                        | 廃盤、ただしアルバム『BACK TO THE BASIC〜The Very Best of RATS&STAR〜』に収録。間奏のセリフは田代まさしが担当。オリジナルとは異なる。 |
| 鈴木雅之                                              | アルバム『CARNIVAL』 | 松本晃彦               | 1997年11月21日 | EPIC SONY                                                        | 後にリミックス有 |
| DEEN&原田知世                                         | アルバム『和音〜Songs for Children〜』                                                                                      | DEEN                   | 2002年3月6日   | BERG レーベル / BMGファンハウス                                  | 後にシングルカットリミックス版同時収録、詳細                                                                                          |
| 石井リカ&メロン記念日                                 | アルバム『FOLK SONGS 2』 | たいせー               | 2002年5月22日  | PICCOLO TOWN / キングレコード                                    | FOLK SONGSシリーズは5まで続いた |
| SHOPLIFTER                                            | アルバム『スカでヒッパレ!2昭和歌謡』                                                                                        |                        | 2002年12月11日 | ワーナーミュージック・ジャパン                                   | |
| キンモクセイ                                          | アルバム『NICE BEAT』 | キンモクセイ           | 2004年12月22日 | BMG JAPAN                                                        | 後にシングルカットリミックス版同時収録、詳細                                                                                          |
| COLOR feat. 鈴木雅之                                  | シングル「Summer time cruisin'」                                                                                            |                        | 2005年8月24日  | rhythm zone / エイベックス                                       | 後にアルバム『RED 〜Love is all around〜』リミックス版収録                                                                            |
| ランキンタクシー feat.CHIEKO BEAUTY with LITTLE TEMPO | アルバム『Let's Go Rockers』                                                                                                |                        | 2006年9月13日  | オーバーヒートミュージック                                       | 後にシングルカットリミックス版同時収録                                                                                                |
| 土岐麻子                                              | アルバム『WEEKEND SHUFFLE』                                                                                                 | クリヤ・マコト         | 2006年12月6日  | LD&K Records                                                     | 後に発表されたリミックス・アルバム『REMIXIES WEEKEND SHUFFLE』にも収録                                                                |
| *HANA*                                                | アルバム『あの日にかえりたい I want to return on that day』                                                                 | Sota Suzuki            | 2007年4月4日   | スウィッチ・スタイル / パウンディ                                | インディーズ、タブ・リミックスも同時収録                                                                                              |
| 高田なみ                                              | アルバム『nami The good day's J-pop』                                                                                       | 竹中俊二               | 2007年4月18日  | PRHYTHM                                                          | |
| 岩崎宏美 with 岩崎良美                                | アルバム『Dear Friends IV』                                                                                                 | 古川昌義               | 2008年10月22日 | インペリアルレコード                                             | |
| 真城めぐみ（ヒックスヴィル）                          | アルバム『SPECTRE SOUNDS〜STEPPING〜』                                                                                      |                        | 2008年11月21日 | Sunrise Music                                                    | |
| DACHICO                                               | アルバム『Boys Songs Meets Girls Singin' Vol.1』                                                                            |                        | 2010年7月28日  | OCTET RECORDS / クラウン徳間ミュージック販売                     | |
| CHiP SHOP BOYZ WiTH ANDROiD SiNGERS ORCHESTRA         | アルバム『大瀧詠一作品 『A LONG VACATION』 南国アンドロイド・カバー』                                                       |                        | 2011年3月21日  | Knz X Lr2 / バウンディ                                           | |
| 松下優也                                              | シングル「Naturally」 | Kazuhiko.M             | 2011年5月4日   | エピックレコーズ                                                 | 完全限定盤 No.6 |
| 村上ゆき                                              | アルバム『Watercolours』 | 村上ゆき / 藤井丈司    | 2011年6月8日   | ヤマハミュージックコミュニケーションズ                           | |
| ゴスペラッツ                                          | アルバム『情熱大陸 LIVE BEST』                                                                                              |                        | 2011年7月27日  | アリオラジャパン / ソニー・ミュージックエンタテインメント (日本) | 2006年収録 |
| 樹里からん                                            | アルバム『TORCH II』 | 奥山勝                 | 2011年11月16日 | ユニバーサルJ                                                    | |
| M（瀬戸マドカ、夏川陽子、泉本麻美子）                 | アルバム『preMium』 | 石井徳一               | 2012年2月29日  | South to North Records                                           | |
| 星井美希（長谷川明子）                                | アルバム『THE IDOLM@STER ANIM@TION MASTER 生っすかSPECIAL 01』                                                              | 土谷知幸               | 2012年8月15日  | 日本コロムビア                                                   | 間奏のセリフがないカバーが多い中、オリジナルの吉田美奈子バージョンと同じセリフがある。                                                |
| SALSA5                                                | アルバム『SALSA5』 |                        | 2012年5月30日  | MADE IN JAPAN                                                    | |
| 鈴木聖美                                              | アルバム『RADIO STAR HEROES』                                                                                               | 小松秀行               | 2012年9月26日  | コンチネンタル・スター / テイチクエンタテインメント              | duet with 黒沢薫（ゴスペラーズ） |
| BASKETBALL STREET BOYS                                | アルバム『BUDDHA SCREAM!!!』                                                                                                |                        | 2013年11月27日 | OVERLAP RECRD                                                    | |
| 薬師丸ひろ子                                          | アルバム『時の扉』 | 吉俣良                 | 2013年12月4日  | EMI Records Japan / ユニバーサルミュージック                     | |
| 丸山圭子                                              | アルバム『COVERS BEST 〜Now & Then〜』                                                                                      | Febian Reza Pane       | 2014年1月29日  | ワーナーミュージック・ジャパン                                   | |
| REVIVAL STANCE                                        | アルバム『COLORS』 |                        | 2014年8月27日  | PAPRIKA                                                          | |
| SHANTI                                                | アルバム『SHANTI'S LULLABY』                                                                                                |                        | 2014年11月26日 | コロムビア                                                       | |
| Masayo                                                | アルバム『Cantar』 |                        | 2015年4月24日  | 赤川音響                                                         | |
| be happy sounds                                       | アルバム『Wedding Story -Memories-』                                                                                        |                        | 2015年5月27日  | NESO                                                             | |
| 松崎しげる                                            | アルバム『私の歌〜リスペクト〜』                                                                                            | 鈴木豪                 | 2015年6月10日  | HATS UNLIMITED CO.,LTD.                                          | |
| NICO Touches the Walls                                | シングル「まっすぐなうた」                                                                                                  | NICO Touches the Walls | 2015年6月24日  | キューンソニー                                                   | |
| 千里                                                  | アルバム『それぞれの時代(とき)〜千里カバー集〜』                                                                            | 夏目哲郎、歌星錠       | 2015年7月29日  | クラウン                                                         | |
| 上新功祐                                              | アルバム『ウタモノ①』 |                        | 2015年8月1日   | Chura Voice                                                      | |
| 北翔海莉                                              | アルバム『Applause HOKUSHO Kairi 〜MUSIC PALETTE〜』                                                                        |                        | 2015年8月26日  | TAKARAZUKA Creative Arts                                         | |
| 大倉百人&SLEEPERS                                     | アルバム『おとな達のLove Stories』                                                                                          |                        | 2016年5月25日  | MONDO HOUSE                                                      | |
| 航空自衛隊                                            | アルバム『航空中央音楽隊』                                                                                                  |                        | 2016年10月5日  | ユニバーサルミュージック                                         | 唄：青木エマ |
| たなかりか                                            | アルバム『ジャパニーズ・ソングブック2』                                                                                     |                        | 2016年11月16日 | ポニーキャニオン                                                 | |
| 沢田知可子                                            | アルバム『こころ唄』 | 小野澤篤               | 2017年6月21日  |                                                                  | |
| 原めぐみ                                              | アルバム『Party!2』 |                        | 2015年8月26日  | CLINCK RECORDS                                                   | |
| 吉岡聖恵                                              | アルバム『うたいろ』 |                        | 2018年10月24日 |                                                                  | バックトラックはシリア・ポール版の流用。2018年3月19日先行配信                                                                         |
| 浜中よし子                                            | アルバム『風が吹いている～espoir～』                                                                                        |                        | 2021年10月8日  | アルドゥール                                                     | |
| 高木さん（高橋李依）                                  | アルバム『「からかい上手の高木さん3&劇場版」Cover Song Collection』 アルバム『からかい上手の高木さん3&劇場版 Memorial Box』 | 久下真音               | 2022年7月13日  | TOHO animation RECORDS                                           | テレビアニメ『からかい上手の高木さん3』第1話エンディングテーマ                                                                        |
| 律月ひかる                                            | 配信シングル | サクライケンタ         | 2022年10月21日 |                                                                  | |
| miwa                                                  | 配信シングル |                        |                |                                                                  | |

## カバー（外国語詞）
| アーティスト       | 言語   | タイトル                             | 収録作品                                                | 編曲                    | 発売日        | レーベル / 販売      | 備考                                         |
| ------------------ | ------ | ------------------------------------ | ------------------------------------------------------- | ----------------------- | ------------- | -------------------- | -------------------------------------------- |
| アン・ルイス       | 英語   | DREAMS                               | アルバム『Cheek II』                                    | 前田憲男                | 1982年2月21日 | ビクター音楽産業     | CDにて再発売                                 |
| Jajajah All Stars  | 英語   | SEE YOU IN MY DREAM                  | アルバム『SINGS JAPANESE SONGS』                        | S.Bernard,M.Miler,NAHKI | 1992年4月22日 | ソニー・レコード     |                                              |
| ダーレン・ラヴ     | 英語   | I WISH I COULD MEET YOU IN MY DREAMS | アルバム『CANARY ISLANDS-大滝詠一作品集』               | Brett Raymaond          | 1992年6月30日 | ヴァージン・ジャパン | ジャケットを変更しポニーキャニオンより再発売 |
| Starlette R. Kirby | 英語   | IF I COULD SEE YOU IN MY DREAM       | アルバム『CANARY ISLANDS-大瀧詠一カバー・コレクション』 | Harry Whitaker          | 1992年7月10日 | 日本コロムビア       |                                              |
| VieVie             | 仏語   |                                      | アルバム『Baby Blue』                                   | 荒木将器                | 2005年4月27日 | R&C                  |                                              |
| ARAHIS (Арахис)    | 露語   |                                      | アルバム『メチター』                                    | 国吉良一                | 2007年4月6日  | 東映音楽出版         | 一部歌詞は日本語                             |
| 星空の下の音楽会   | 英語   |                                      | アルバム『ほしぐみ☆そらぐみ』                           | ローズ高野              | 2013年12月4日 | KONAMI               | Vocal:nagi                                   |
| 林以樂             | 中国語 | 相約夢境                             | 相約夢境 / 你不只是一個普通的朋友                       | ゲイリー芦屋            | 2020年5月13日 | アウトワンディスク   | 7インチアナログシングルレコード              |

## 映像
| アーティスト                                          | フォーマット | 収録作品                                                            | イベント名                                                    | 収録日         | 会場                               | 発売日         | レーベル / 販売                  | 備考                                       |
| ----------------------------------------------------- | ------------ | ------------------------------------------------------------------- | ------------------------------------------------------------- | -------------- | ---------------------------------- | -------------- | -------------------------------- | ------------------------------------------ |
| 松本伊代                                              | DVD          | 松本伊代BOX                                                         | 松本伊代ファンタスティック・コンサート                        | 1983年1月7日   | 中野サンプラザホール               | 2004年3月24日  | ビクターエンタテインメント       | VTR単品をボックスにて再発売                |
| 鈴木雅之                                              | DVD          | Masayuki Suzuki Premium Live "So Long"                              | Masayuki Suzuki Premium Live "So Long"                        | 1999年9月30日  | Zepp Tokyo                         | 2003年11月19日 | EPIC SONY                        | VTR製品をDVD化                             |
| 鈴木雅之・山本潤子                                    | DVD          | 小田和正 カウントダウン・ライブ ちょっと寒いけどみんなで SAME MOON! | カウントダウン・ライブ ちょっと寒いけどみんなで SAME MOON!    | 2001年1月1日   | 横浜・八景島シーパラダイス特設会場 | 2001年5月16日  | BMGファンハウス                  | 小田和正のライブへのゲスト出演             |
| DEEN                                                  | DVD          | on & off 2002 -document of unplugged live & recordings-             | DEEN -DEEN LIVE JOY-Break5 〜'need love〜                     | 2002年         | 東京国際フォーラム                 | 2002年11月20日 | BERGレーベル / BMGファンハウス   | 原田知世もゲスト出演、Video Clipも同時収録 |
| 松たか子                                              | DVD          | matsu takako concert tour 2003 "second wave" on film                | matsu takako concert tour 2003 "second wave"                  | 2003年11月23日 | NHKホール                          | 2004年3月24日  | ユニバーサルミュージック         | 同時発売のCDには未収録                     |
| 鈴木雅之                                              | DVD          | Masayuki Suzuki 〜taste of martini tour 2004〜 Shh...cret Love Tour | Shh...cret Love Tour                                          | 2004年6月6日   | 神奈川県民ホール                   | 2005年4月20日  | エピックレコードジャパン         |                                            |
| 鈴木雅之                                              | DVD          | Masayuki Suzuki taste of martini tour 2005 Ebony & Ivory Sweets 25  | Mayuki Suzuki Taste of martini tour 2005 Ebony & Ivory Sweets | 2005年7月10日  | 神奈川県民ホール                   | 2006年4月19日  | エピックレコードジャパン         |                                            |
| キンモクセイ                                          | DVD          | 大感謝祭                                                            | VIDEO CLIP                                                    |                |                                    | 2006年10月4日  | BMG JAPAN                        | TV SPOTも収録                              |
| 鈴木雅之                                              | DVD          | taste of martini tour 2007 Champagne Royale                         | taste of martini tour 2007 "Champagne Royale"                 | 2007年6月11日  | 神奈川県民ホール                   | 2007年11月7日  | エピックレコードジャパン         |                                            |
| ランキンタクシー feat.CHIEKO BEAUTY with LITTLE TEMPO | DVD          | RANKIN TAXIのボヨヨンNight 2007.4.21@LIQUIDROOM                     | RANKIN TAXIのボヨヨンNight                                    | 2007年4月21日  | LIQUIDROOM                         | 2008年8月6日   | ジェネオン・エンターテインメント |                                            |
| 岩崎宏美・岩崎良美                                    | DVD          | Precious Night                                                      | Precious Night                                                | 2008年5月16日  | 文京シビックホール                 | 2008年9月24日  | テイチクエンタテインメント       | 演奏:神奈川フィルハーモニー管弦楽団        |
| EXILE ATSUSHI                                         | DVD          | PREMIUM LIVE SOLO                                                   | EXH SPECIAL                                                   |                |                                    | 2010年3月24日  | エイベックス/TBS                 | 2009年10月10日TBS系で放送                  |

## テレビ放送
| アーティスト                     | フォーマット      | 番組                                                     | 放送局           | 放送日                       | 備考                                                               |
| -------------------------------- | ----------------- | -------------------------------------------------------- | ---------------- | ---------------------------- | ------------------------------------------------------------------ |
| ラッツ&スター                    | 地上波テレビ      | 第47回NHK紅白歌合戦                                      | NHK総合          | 1996年12月31日               |                                                                    |
| 桑田佳祐                         | BS                | Act Against AIDS '00「桑田佳祐が選ぶ20世紀ベストソング」 | WOWOW            | 2000年12月1日                | 会場はパシフィコ横浜国立大ホール                                   |
| 吉田美奈子                       | BS                |                                                          | NHK              | 2002年                       | JAZZ風アレンジ                                                     |
| 鈴木雅之・島谷ひとみ・川嶋あい   | 地上波テレビ      | MUSIC FAIR 21                                            | フジテレビ系     | 2007年2月17日                |                                                                    |
| 薬師丸ひろ子                     | 地上波テレビ      | SONGS                                                    | NHK総合          | 2013年12月7日                |                                                                    |
| 川上大輔                         | BS                | beポンキッキーズ                                         | BSフジ           | 2015年                       | 一人五役の「be5」に扮し歌唱。                                      |
| 鈴木雅之・薬師丸ひろ子・大滝詠一 | 地上波テレビ      | SONGS                                                    | NHK総合          | 2016年3月19日                | 鈴木・薬師丸と生前の大滝の歌声を使用したデュエット形式による歌唱。 |
| 鈴木雅之                         | 地上波テレビ BS4K | 第71回NHK紅白歌合戦 わが心の大瀧詠一                     | NHK総合 NHK BS4K | 2020年12月31日 2021年3月23日 |                                                                    |

## その他
- 2006年に発売された『NIAGARA TRIANGLE Vol.1 30th Anniversary Edition』の大瀧詠一によるセルフライナーノーツで、このセッション中にセルフカバー案がサジェストされていたが、当初からその予定がなく実現しなかったことが明かされた。本人の存命中には明かされなかったが、後に大滝自身による歌唱の録音が遺されていたことがわかった。当該バージョンは大滝の葬儀にて出棺時のレクイエムとして用いられたという[4]。家族にのみ存在を明かしており、1980年代に密かにレコーディングされ、マスターテープを作成、「Sing by OTAKI」とラベルされて長期間日の目を見ないまま放置されたものだという[5]。この未発表セルフカバーは、2014年12月3日発売の大滝のオールタイム・ベスト・アルバム『Best Always』に収録されている[1]。後にこのバージョンは7インチアナログレコードの形態でシングルカットされ、2022年8月3日に発売、アナログ盤ながらオリコンTOP10入りを記録するヒットとなった。
- 非常に多種多様なカバーバージョンが存在するが、中間のセリフについてはカットされていたり、逆に改変されることも多い。ライブでこの曲をカバーした松たか子は会場ごとにセリフをその土地の方言に変更するなどしていた（大阪公演については発売されたDVDにて関西弁バージョンが確認できる）。
- 太田裕美はコンサート『A LONG VACATION / 大滝詠一』（新宿厚生年金会館1981年6月1日、大阪厚生年金会館1981年6月7日）にゲスト出演し、歌唱した。この時の音源はマスターテープとして保管されており、『EIICHI OHTAKI Song Book III 大瀧詠一作品集Vol.3「夢で逢えたら」(1976～2018)』に収録された。
- 北原佐和子はテレビドラマ「スケバン刑事」（斉藤由貴主演）第6話にて人気女性アイドル役でゲスト出演しており、ドラマの中でも「夢で逢えたら」を歌唱するシーンがある。
- 2008年12月11日からは京浜急行電鉄の京急蒲田駅において接近メロディとして使用されている。これは本曲をカバーしたラッツ&スターのメンバーの鈴木雅之と桑野信義が、駅の所在する東京都大田区出身であることにちなんだものである[6]。編曲は塩塚博が手掛けた[7]。
- 「大瀧詠一"A LONG VACATION"トリビュートコンサート」（2009年11月23日・東京・オーチャードホール）で今井美樹が歌った。
- 2018年3月21日には、今までに発表された様々な歌手による「夢で逢えたら」を収録したコンピレーションアルバム『EIICHI OHTAKI Song Book III 大瀧詠一作品集Vol.3「夢で逢えたら」(1976〜2018)』が発売された[8]。

## 参考資料
- 『Best Always』（ライナーノーツ）大瀧詠一、ソニーミュージック、2014年12月。SRCL-8010。